# Munpyeong-myeon
Munpyeong-myeon (koreanska: 문평면) är en socken i stadskommunen Naju i provinsen Södra Jeolla i den sydvästra delen av Sydkorea, 180 km söder om huvudstaden Seoul.